# Casa dels Asprer
La Casa dels Asprer (i antiguament Ca la Guapa) és una obra de Sant Joan de les Abadesses (Ripollès) inclosa a l'Inventari del Patrimoni Arquitectònic de Catalunya.

## Descripció
Portal situat a l'actual c/ Tints núm-.5. Actualment es troba força desfigurat i una meitat de la portalada està tapiada. Està formada de grans carreus de pedra tallada i picada ben disposats formant un arc de mig punt. Al centre d'aquest arc de punt rodó hi ha esculpit un escut de la família Asprer. Aquest està una mica trancat per la part superior, on sembla que hi havia un arbre i unes lletres que deurien dir Asprer. Damunt hi ha la data de 1628.

## Història
La portalada de ca L'Asprer és pràcticament l'únic que es conserva del casal de l'Asprer i de la capella dedicada a la Mare de Déu de la Corretja. A finals del segle xix havien fet marxar les famílies nobles a ciutat que fins als segles XVII-XVIII vivien a Sant Joan de les Abadesses. Des del segle xvi va donar molts fills il·lustres a la col·legiata del monestir i a la política (Don Francesc d'Asprer i Talrich tenia el títol nobiliari de comte de Fogonella).